# Andreas Schrott
Andreas Schrott (* 24. August 1981 in Hall in Tirol) ist ein österreichischer ehemaliger Fußballspieler und jetziger -trainer.

## Vereinskarriere
Der gebürtige Tiroler besuchte unter anderem die Sporthauptschule in Absam und begann seine Vereinskarriere als Fußballspieler im Nachwuchs des SV Absam. Nach sehr guten Leistungen bei Absam wechselte er ins BNZ Tirol. Über das Bundesliga-Nachwuchsleistungszentrum kam er dann zum FC Tirol Innsbruck. Danach erfolgte ein Wechsel zur WSG Swarovski Wattens, die 2003 im FC Wacker Tirol aufging.
Mit dem FC Wacker Tirol stieg er 2004 in die Bundesliga auf. 2005/06 spielte Andreas Schrott beim Grazer AK. Im Sommer 2006 kam er wieder zurück zum FC Wacker Tirol, stieg aber mit dem Verein 2008 wieder ab. Mit dem FC Wacker Innsbruck wurde Schrott in der Saison 2009/10 mit zwei Punkten Vorsprung auf den FC Admira Wacker Mödling Meister der zweitklassigen österreichischen Ersten Liga und stieg somit mit dem Team in die Bundesliga auf.
Nachdem Schrott nach dem Aufstieg mit Wacker zu keinem Einsatz in der Bundesliga gekommen war, wechselte er im Winter 2011 zum USK Anif in die Regionalliga West. Ein halbes Jahr später wurde er vom Bundesliga-Aufsteiger FC Admira Wacker Mödling verpflichtet und erkämpfte sich einen Stammplatz. Zur Winterpause 2012/13 wechselte er wieder zurück nach Salzburg zum FC Liefering und unterschrieb dort einen bis Sommer 2014 gültigen Vertrag. Der Vertrag wurde im Jänner 2014 aufgelöst; Schrott ging zum FC Wacker Innsbruck, bei dem er zunächst als Co-Trainer arbeitete. Nach der Entlassung des Trainers Klaus Schmidt im Mai 2016 wurde er gemeinsam mit Fuad Đulić interimistisch zum Cheftrainer ernannt.
Im Sommer 2024 wurde Schrott, der seit April 2015 im Besitz der ÖFB-D-Trainerlizenz und seit März 2016 im Besitz der UEFA-B-Lizenz ist, Trainer des SV Absam. Nebenbei tritt Schrott auch als zweiter Obmannstellvertreter und Vorstandsmitglied des Tennisclubs Absam in Erscheinung (Stand: 2025). Beim Klub, bei dem er seit Jahrzehnten auch als Spieler aktiv ist, wurde er im Jahr 2021 zum wiederholten Male Vereinsmeister. Erstmals war Schrott im Jahre 1996 Vereinsmeister bei den Herren geworden. Weitere Vereinsmeistertitel waren 2000 (Herren-Doppel), 2003 (Herren-Einzel und Herren-Doppel), 2014 (Herren-Einzel und Herren-Doppel) oder 2019 (Herren-Einzel).

## Erfolge
- 1 × Meister der zweitklassigen Ersten Liga: 2009/10